# Little River (Karolina Południowa)
Little River – jednostka osadnicza w Stanach Zjednoczonych, w stanie Karolina Południowa, w hrabstwie Horry.